# Клініо Фрейтас
Клініо Фрейтас (порт. Clinio Freitas, 8 січня 1964) — бразильський яхтсмен.
Бронзовий призер Олімпійських Ігор 1988 року в класі Торнадо.